# Mariánna Kamboúroglou
Mariánna Kamboúroglou, en grec moderne : Μαριάννα Καμπούρογλου, ou Mariánna Sotirianoú-Géronda (Μαριάννα Σωτηριανού-Γέροντα) (1819-1890), est une écrivaine et une folkloriste grecque.

## Biographie
Mariánna Kamboúroglou naît à Athènes en 1819. Son père est Ángelos Gérondas, combattant de la révolution grecque puis maire d'Athènes, de 1837 à 1840. Son mari est l'éditeur Grigórios Kamboúroglou (el) et son fils Dimítrios Kamboúroglou, historien, homme de lettres, universitaire, avocat, poète et membre de l'Académie d'Athènes.
Mariánna Kamboúroglou raconte l'histoire des temps anciens et préservé des traditions qui, sans elle, auraient été perdues. Elle est la représentante la plus vivante de l'ancienne vie athénienne et de ses familles.
Elle écrit de nombreuses monographies remarquables sur Athènes, ainsi que sur des questions historiques et topographiques. Elle se distingue par la grâce descriptive rare de sa parole. Parmi ses autres activités, elle contribue au magazine Evdomás (el) de son fils, avec une équipe de femmes, dont sa future belle-fille Kalliópi Marátou.
Elle meurt à Athènes, en 1890.